# Heteropterna ghesquierei
Heteropterna ghesquierei är en tvåvingeart som beskrevs av Tollet 1955. Heteropterna ghesquierei ingår i släktet Heteropterna och familjen platthornsmyggor.
Artens utbredningsområde är Kongo. Inga underarter finns listade i Catalogue of Life.